# Die Abenteuer von Kid Danger
Die Abenteuer von Kid Danger (Originaltitel The Adventures of Kid Danger) ist eine US-amerikanische Zeichentrickserie. Sie ist ein Ableger der Fernsehserie Henry Danger.

## Handlung
Die Handlung der Serie knüpft an Henry Danger an. Henry Hart alias Kid Danger bekämpft zusammen mit dem Superhelden Captain Man Verbrechen. Zusammen mit seinen Freunden erlebt er dabei allerlei spannende und kuriose Abenteuer.

## Synchronsprecher
| Figur                      | Originalsprecher | Deutscher Sprecher |
| -------------------------- | ---------------- | ------------------ |
| Henry Hart/Kid Danger      | Jace Norman      | Nicolas Rathod     |
| Ray Manchester/Captain Man | Cooper Barnes    | Marcel Collé       |
| Charlotte Bolton           | Riele Downs      | Maria Hönig        |
| Jasper Dunlop              | Sean Ryan Fox    | Henning Berg       |
| Schwoz Schwartz            | Michael D. Cohen | Bernhard Völger    |

## Episodenliste
| Nr. (ges.) | Nr. (St.) | Deutscher Titel               | Originaltitel        | Erstausstrahlung USA | Deutschsprachige Erstausstrahlung (Nickelodeon) |
| ---------- | --------- | ----------------------------- | -------------------- | -------------------- | ----------------------------------------------- |
| 1a         | 1a        | Das Popcorn Monster           | Popcorn Monster      | 15. Jan. 2018        | 25. März 2018                                   |
| 1b         | 1b        | Drohnen-Spielchen             | Game of Drones       | 15. Jan. 2018        | 25. März 2018                                   |
| 2a         | 2a        | Klon-Babys                    | Clone Babies         | 26. Jan. 2018        | 27. März 2018                                   |
| 2b         | 2b        | Fliegende Spinnen             | Flying Spiders       | 26. Jan. 2018        | 27. März 2018                                   |
| 3a         | 3a        | Texas-Würstchen               | Texas Weiners        | 2. Feb. 2018         | 28. März 2018                                   |
| 3b         | 3b        | Yohoo-Tube                    | Yoohoo Tube          | 2. Feb. 2018         | 28. März 2018                                   |
| 4a         | 4a        | Okto-Charlotte                | Octo-Charlotte       | 9. Feb. 2018         | 29. März 2018                                   |
| 4b         | 4b        | Ärger in Tropikini            | Trouble in Tropikini | 9. Feb. 2018         | 29. März 2018                                   |
| 5a         | 5a        | Fisch auf Abwegen             | Fish Talker          | 16. Feb. 2018        | 30. März 2018                                   |
| 5b         | 5b        | Verhängnis im stillen Örtchen | Wet Doom             | 16. Feb. 2018        | 30. März 2018                                   |
| 6a         | 6a        | Sushi Sitter                  | The Sushi Sitter     | 5. Mai 2018          | 7. Nov. 2018                                    |
| 6b         | 6b        | Tanz-Bestie                   | Cheer Beast          | 5. Mai 2018          | 7. Nov. 2018                                    |
| 7a         | 7a        | Kleiner Winzling              | Tiny Toddler         | 12. Mai 2018         | 14. Nov. 2018                                   |
| 7b         | 7b        | Magische Burger-Führung       | Magical Beefery Tour | 12. Mai 2018         | 14. Nov. 2018                                   |
| 8a         | 8a        | Der Wahoo Punch Bro           | The Wahoo Punch Bro  | 19. Mai 2018         | 21. Nov. 2018                                   |
| 8b         | 8b        | Pinke Rakete                  | Pink Rocket          | 19. Mai 2018         | 21. Nov. 2018                                   |
| 9a         | 9a        | Schlummerkapseln              | Snooze Pods          | 11. Juni 2018        | 28. Nov. 2018                                   |
| 9b         | 9b        | Sticky Vicky                  | Sticky Vicky         | 14. Juni 2018        | 28. Nov. 2018                                   |
| 10a        | 10a       | Zorniger Wachs                | Mad Wax              | 12. Juni 2018        | 28. Nov. 2018                                   |
| 10b        | 10b       | Peinlichkeiten                | Fails                | 13. Juni 2018        | 28. Nov. 2018                                   |